# Thecadactylus
Thecadactylus – rodzaj jaszczurek z rodziny Phyllodactylidae.

## Zasięg występowania
Rodzaj obejmuje gatunki występujące w Ameryce (Meksyk, Belize, Gwatemala, Honduras, Nikaragua, Kostaryka, Panama, Dominikana, Brytyjskie Wyspy Dziewicze, Anguilla, Sint Maarten, Saba, Saint-Barthélemy, Sint Eustatius, Saint Kitts i Nevis, Antigua i Barbuda, Montserrat, Gwadelupa, Martynika, Saint Lucia, Saint Vincent i Grenadyny, Barbados, Grenada, Aruba, Curaçao, Bonaire, Kolumbia, Trynidad i Tobago, Wenezuela, Gujana, Surinam, Gujana Francuska, Brazylia, Ekwador, Peru oraz Boliwia).

## Systematyka
Rodzaj zdefiniował w 1820 roku niemiecki paleontolog, zoolog i botanik Georg August Goldfuss w podręczniku poświęconym zoologii. Gatunkiem typowym jest (oznaczenie monotypowe) Thecadactylus rapicauda.

### Etymologia
Thecadactylus (Thecodactylus): gr. θηκη thēkē ‘skrzynia, szkatuła, sposób pochowania’; δακτυλος daktulos ‘palec’.

### Podział systematyczny
Do rodzaju należą następujące gatunki: 
- Thecadactylus oskrobapreinorum Köhler & Vesely, 2011
- Thecadactylus rapicauda (Houttuyn, 1782)
- Thecadactylus solimoensis Bergmann & Russell, 2007